# Lordomyrma desupra
Lordomyrma desupra é uma espécie de formiga do gênero Lordomyrma, pertencente à subfamília Myrmicinae.